# Sulfoquinovosil diacilglicerol

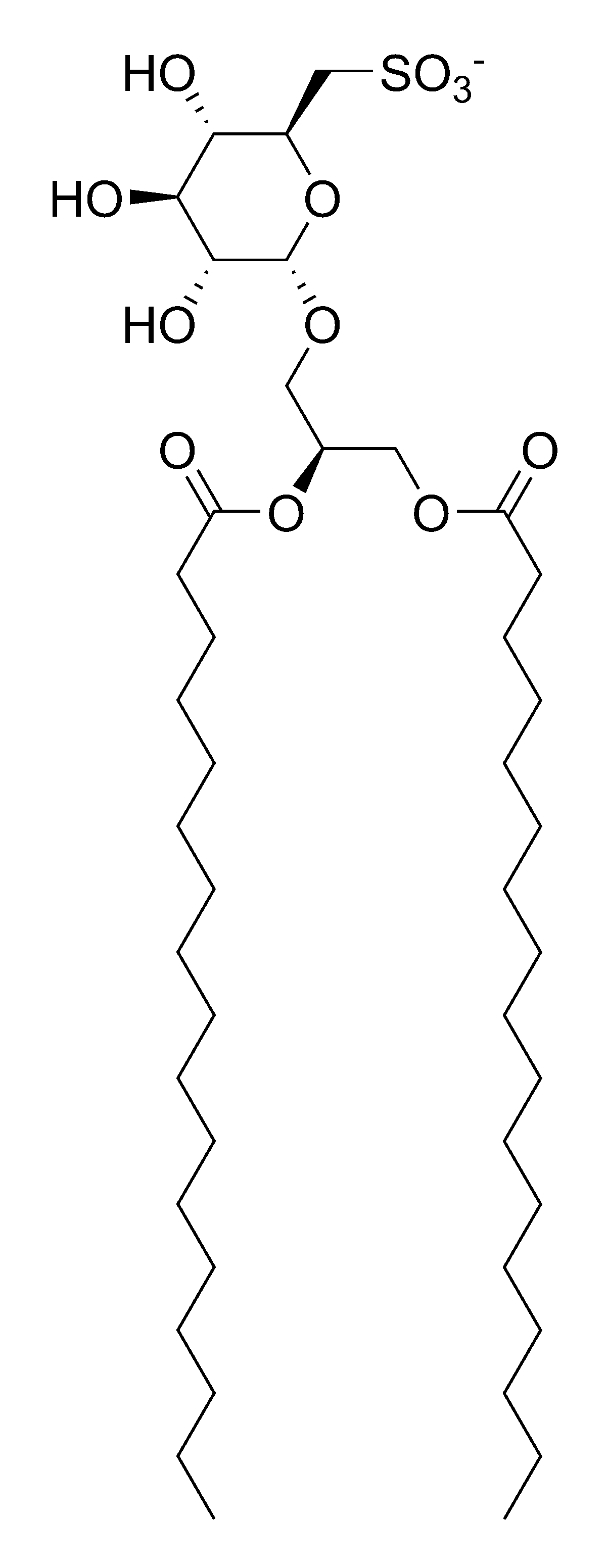
Estructura química del sulfoquinovosil diestearoglicerol, un tipo de sulfoquinovosil diacilglicerol

Los sulfoquinovosil diacilgliceroles, abreviados SQDG, son una clase de lípidos anfipáticos libres de fósforo pero poseedores de azufre que se encuentran en muchos organismos fotosintéticos.

## Descubrimiento, estructura y propiedades químicas
En 1959 A. A. Benson y colaboradores descubrieron un nuevo tipo de lípido con azufre en plantas y resolvieron su estructura identificándolo como un sulfoquinovosil diacilglicerol (SQDG). La estructura sulfolipídica fue definida como 1,2-di-O-acil-3-O-(6-deoxi-6-sulfo-α-D-glucopiranosil)-sn-glicerol (SQDG).
La característica más distintiva de estas sustancias es que poseen un carbono unido directamente al azufre, C-SO
3, en una estructura de ácido sulfónico. Los ácidos sulfónicos de este tipo son químicamente muy estables y se comportan como ácidos fuertes en un amplio rango de pH.

## Importancia biológica y funciones

Un SQDG muy común, el sulfoquinovosil dipalmitoylglicerol

Se han encontrado SQDG en todos los organismos fotosintéticos, plantas, algas, cianobacterias, bacteria púrpura del azufre, y bacterias no del azufre, donde se encuentran localizados en la membrana tilacoide, donde representan al glicolípido más saturado.
Se ha encontrado que los SQDG suelen estar estrechamente asociados con ciertas proteínas de membrana. En algunos casos las interacciones electrostáticas pueden ser muy fuertes, como sugiere la incapacidad de las moléculas de SQDG asociadas con ATPasa CF0-CF1 purificadas de cloroplasto de ser intercambiadas con otros lípidos ácidos. También se ha demostrado que los SQDG protegen a la CF1 contra la inactivación por frío en presencia de ATP. La CF1 unida a membrana resulta más resistente al calor y al frío que la misma proteína en estado soluble. También se ha demostrado que el factor de acoplamiento mitocondrial F1 resulta protegido por SQDG, aunque en ese caso, la protección que recibe es similar a la que otorgan los fosfolípidos.
También existe información acerca de las interacciones entre los SQDG y la proteína de Rieske en las estructuras del citocromo b6f. Al parecer los SQDG se encuentran involucrados en el recambio del citocromo f en una forma similar a la de D1, planteando la cuestión de cual es el mecanismo subyacente a la similitud del papel desempeñado por los SQDG en el ensamble de ambas subunidades.
Se ha observado una acumulación extensa de SDQG en la corteza y madera de los manzanos y en los tilacoides de pino durante el endurecimiento otoñal, mientras que el mismo efecto se observa en el trigo bajo la acción del calor y la sequía, y en la halófita Aster tripolium bajo el efecto del NaCl.
Los SDQG además inhiben el desarrollo viral interfiriendo con la actividad de la ADN polimerasa y transcriptasa reversa.

## Síntesis en cianobacterias
Los SQDG se sintetizan a partir de la UDP-sulfoquinovosa y diacilgliceroles.
En las cianobacterias, los SQDG se sintetizan en dos etapas:
- Primero: se combinan UDP-glucosa y sulfito para formar UDP-sulfoquinovosa. Esta reacción se encuentra catalizada por la UDP-sulfoquinovosa sintasa (SQD1).
- Segundo: La porción sulfoquinovosa de la UDP-sulfoquinovosa se transfiere a un diacilglicerol, reacción medidada por la SQDG sintetasa, para formar SQDG.

## Degradación durante la privación de azufre
En algunas especies de bacterias tales como la Chlamydomonas reinhardtii, sometidas a privación de azufre, se produce la degradación de los SQDG como medio para obtener el azufre necesario para la síntesis de nuevas proteínas.